# Münster-Marathon

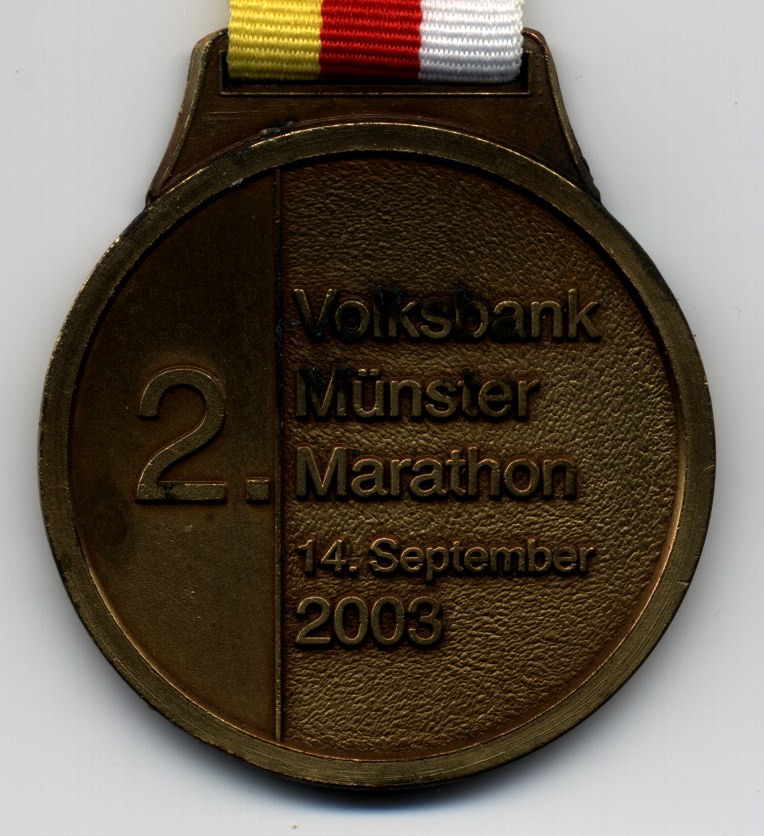
Medaille des Münster-Marathon 2003

Der Münster-Marathon (offizieller Name Volksbank-Münster-Marathon) ist ein Marathonlauf, der, vom Münster-Marathon e. V. organisiert, seit 2002 jährlich im September in der westfälischen Stadt Münster stattfindet und sich mittlerweile unter den zehn teilnehmerstärksten Marathons in Deutschland etabliert hat. Hauptsponsor und Namensgeber des Marathons ist die Volksbank im Münsterland.
Im Jahr 2020 musste die Veranstaltung aufgrund des Coronavirus abgesagt werden.

## Streckenverlauf
Die vom Deutschen Leichtathletik-Verband offiziell vermessene Strecke bietet eine Mischung aus Stadt- und Landschaftsmarathon. Der Start ist am Schlossplatz vor dem Fürstbischöflichen Schloss. Zunächst biegt man am Aegidiitor in Richtung Stadtzentrum ab, läuft an der Überwasserkirche vorbei und passiert nördlich den St.-Paulus-Dom. Über die Promenade geht es zum Buddenturm. Über eine Schleife kehrt man zur Promenade zurück und läuft am Zwinger vorbei in Richtung Süden bis zum Ludgeriplatz. Dort schließt sich eine weitere Schleife durch das Stadtzentrum an, die an St. Ludgeri vorbei auf die Salzstraße führt. Nun geht es in Richtung Südwesten aus dem Stadtzentrum auf eine Schleife um den Aasee und den Zentralfriedhof, bevor es an Gievenbeck vorbei in Richtung Nordwesten ins offene Land hinein geht. Nachdem in Nienberge der nördlichste Punkt der Strecke bei km 21 erreicht wird, geht es in die Landschaft westlich der Bundesautobahn 1 und über die Aa in den Stadtteil Roxel. Von dort geht es auf eine Schleife durch Gievenbeck und dann wieder in die Innenstadt bis zum Ziel auf dem Prinzipalmarkt.
Der Kurs ist ziemlich flach, mit einem Höhenunterschied von 19 Metern zwischen tiefstem und höchstem Punkt. Die Zeitmessung erfolgte bis 2015 per ChampionChip, ab 2016 mit dem Zeitmesssystem Chrono-track. Zielschluss ist nach 5:30 Stunden.

## Weitere Wettbewerbe
Neben dem eigentlichen Marathon gehört seit 2006 ein Staffelmarathon für Mannschaften aus vier Läufern zum Programm. Etwa 300 Kinder nehmen jährlich am Stadtwerke-Kids-Marathon und ca. 100 Teilnehmer an einem Charity-Lauf teil. Im Jahre 2022 gingen die Startgelder dieses Charity-Laufs an den Verein Kinderhilfe Organtransplantation (KiO). In der Vergangenheit waren bereits unter anderem die Stiftung UNESCO – Bildung für Kinder in Not oder die Organisation Plan International Deutschland unterstützt worden. Seit 2022 wird zudem ein Zweidrittel-Marathon als Wettbewerb angeboten.

## Statistik

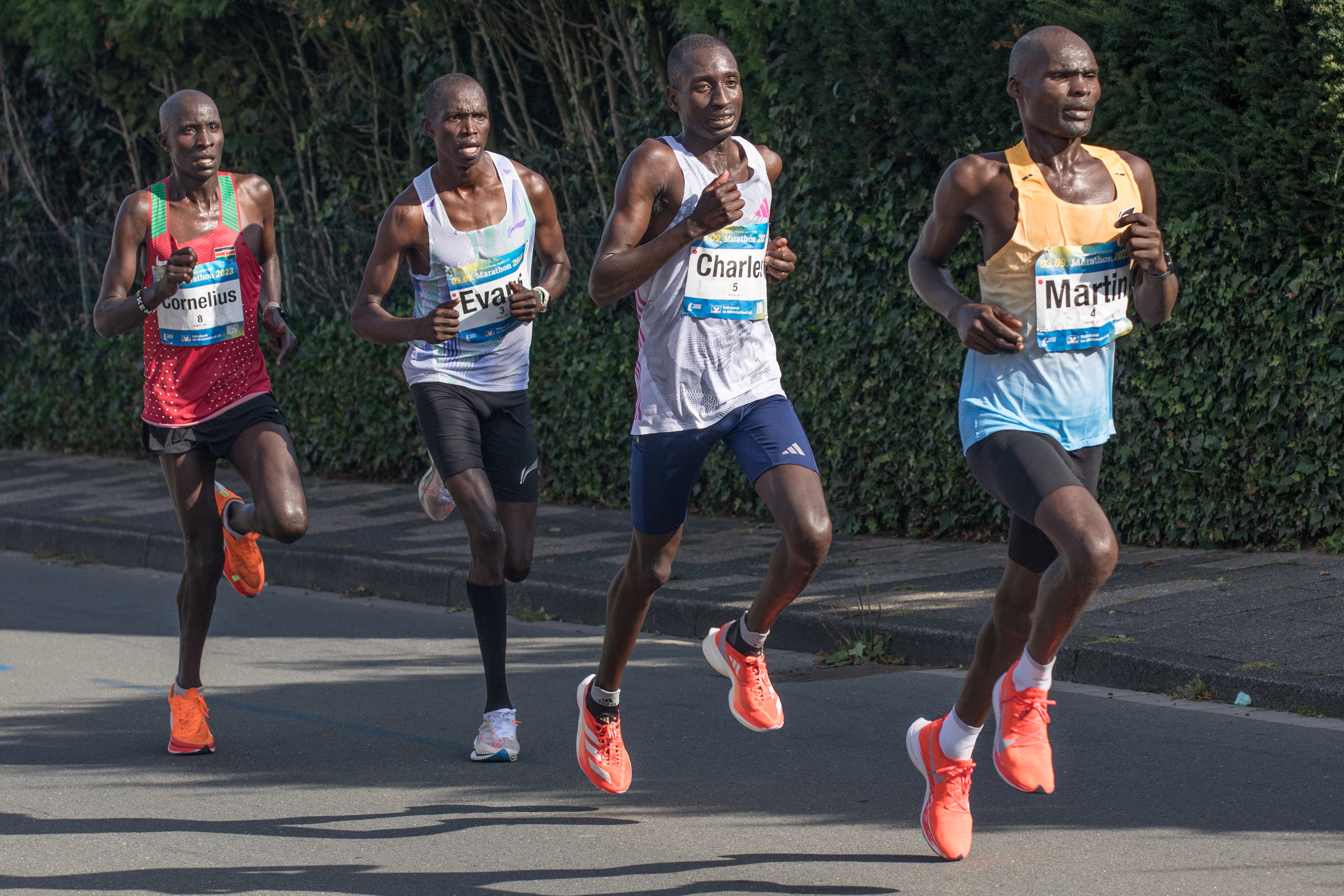
Charles Yosei Muneria, Martin Ceruyiot, Cornelius Kibiwott Chepkok und Evans Kimtai Kiprono beim 21. Münster-Marathon am 3. September 2023

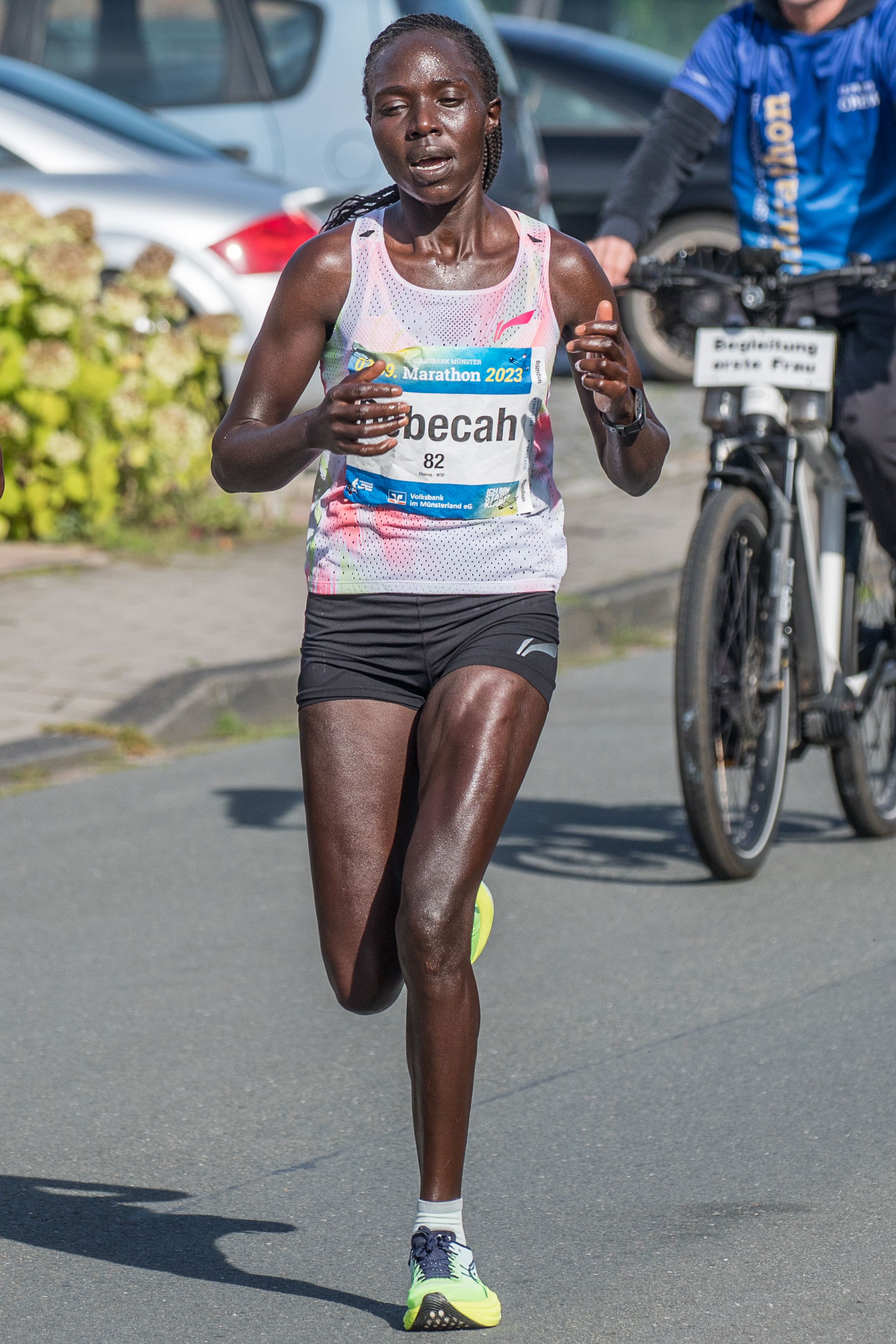
Rebecah Cherop beim 21. Münster-Marathon am 3. September 2023

### Streckenrekorde
- Männer: 2:09:07 h, Charles Yosei Muneria (KEN), 2023
- Frauen: 2:27:39 h, Lilian Jelagat (KEN), 2022

### Siegerliste
| Datum         | Männer                                           | Nation                                           | Zeit                                             | Frauen                                           | Nation                                           | Zeit                                             |
| ------------- | ------------------------------------------------ | ------------------------------------------------ | ------------------------------------------------ | ------------------------------------------------ | ------------------------------------------------ | ------------------------------------------------ |
| 8. Sep. 2024  | Collins Kemboi                                   | Kenia                                            | 2:10:52                                          | Rebecah Cherop                                   | Kenia                                            | 2:32:25                                          |
| 3. Sep. 2023  | Charles Yosei Muneria                            | Kenia                                            | 2:09:07                                          | Rebecah Cherop                                   | Kenia                                            | 2:29:13                                          |
| 11. Sep. 2022 | Workneh Fikire Serbessa                          | Äthiopien                                        | 2:10:11                                          | Jelagat Lilian                                   | Kenia                                            | 2:27:39                                          |
| 12. Sep. 2021 | Samuel Lomoi                                     | Kenia                                            | 2:12:14                                          | Monica Cheruto                                   | Kenia                                            | 2:35:17                                          |
| 2020          | nicht ausgetragen aufgrund der COVID-19-Pandemie | nicht ausgetragen aufgrund der COVID-19-Pandemie | nicht ausgetragen aufgrund der COVID-19-Pandemie | nicht ausgetragen aufgrund der COVID-19-Pandemie | nicht ausgetragen aufgrund der COVID-19-Pandemie | nicht ausgetragen aufgrund der COVID-19-Pandemie |
| 8. Sep. 2019  | James Barmasai                                   | Kenia                                            | 2:11:40                                          | Chaltu Negasa                                    | Äthiopien                                        | 2:30:59                                          |
| 9. Sep. 2018  | Justus Kiprotich                                 | Kenia                                            | 2:09:28                                          | Sheila Jeptto Rono                               | Kenia                                            | 2:45:46                                          |
| 10. Sep. 2017 | Paul Maina                                       | Kenia                                            | 2:11:22                                          | Rose Jepchoge Maru                               | Kenia                                            | 2:33:05                                          |
| 11. Sep. 2016 | Duncan Koech                                     | Kenia                                            | 2:13:00                                          | Elizabeth Rumokol                                | Kenia                                            | 2.32:55                                          |
| 6. Sep. 2015  | Josphat Kiprono Letting -2-                      | Kenia                                            | 2:12:16                                          | Nancy Koech                                      | Kenia                                            | 2.30:23                                          |
| 14. Sep. 2014 | Josphat Kiprono Letting                          | Kenia                                            | 2:10:40                                          | Yenealem Ayano Bule                              | Äthiopien                                        | 2:40:40                                          |
| 8. Sep. 2013  | Evans Kipkorir Taiget                            | Kenia                                            | 2:15:56                                          | Eleni Gebrehiwot                                 | Eritrea                                          | 2:29:12                                          |
| 9. Sep. 2012  | Nasef Ahmed                                      | Marokko                                          | 2:12:22                                          | Joan Rotich                                      | Kenia                                            | 2:38:13                                          |
| 11. Sep. 2011 | Elijah Kipkemoi Yator                            | Kenia                                            | 2:13:10                                          | Swjatlana Kouhan                                 | Belarus                                          | 2:35:35                                          |
| 12. Sep. 2010 | Patrick Muriuki                                  | Kenia                                            | 2:10:25                                          | Wolha Salewitsch                                 | Belarus                                          | 2:34:58                                          |
| 13. Sep. 2009 | Richard Chepkwony                                | Kenia                                            | 2:12:02                                          | Ecler Loywapet                                   | Kenia                                            | 2:37:06                                          |
| 14. Sep. 2008 | Richard Ngolepus                                 | Kenia                                            | 2:14:21                                          | Joanna Chmiel                                    | Polen                                            | 2:45:48                                          |
| 9. Sep. 2007  | Francis Kiprop -2-                               | Kenia                                            | 2:15:54                                          | Krystyna Kuta                                    | Polen                                            | 2:41:19                                          |
| 10. Sep. 2006 | Shadrack Maru                                    | Kenia                                            | 2:17:37                                          | Olena Schurchno                                  | Ukraine                                          | 2:37:50                                          |
| 11. Sep. 2005 | Francis Kiprop                                   | Kenia                                            | 2:14:17                                          | Romina Sedoni                                    | Italien                                          | 2:38:53                                          |
| 5. Sep. 2004  | Simon Lopuyet                                    | Kenia                                            | 2:18:40                                          | Ewa Fliegert                                     | Polen                                            | 2:51:34                                          |
| 14. Sep. 2003 | Tomasz Chawawko                                  | Polen                                            | 2:27:50                                          | Janina Malska -2-                                | Polen                                            | 2:46:19                                          |
| 8. Sep. 2002  | Janusz Sarnicki                                  | Polen                                            | 2:25:08                                          | Janina Malska                                    | Polen                                            | 2:50:54                                          |

### Entwicklung der Finisherzahlen
| Jahr | Gesamt | davon Frauen |
| ---- | ------ | ------------ |
| 2024 | 2243   | 487          |
| 2023 | 1772   | 362          |
| 2022 | 1485   | 316          |
| 2021 | 1467   | 264          |
| 2020 | -      | -            |
| 2019 | 1728   | 374          |
| 2018 | 1869   | 396          |
| 2017 | 1771   | 372          |
| 2016 | 1961   | 398          |
| 2015 | 1939   | 389          |
| 2014 | 2151   | 421          |
| 2013 | 2181   | 388          |
| 2012 | 2171   | 393          |
| 2011 | 2427   | 438          |
| 2010 | 2380   | 381          |
| 2009 | 2730   | 443          |
| 2008 | 2906   | 472          |
| 2007 | 3019   | 439          |
| 2006 | 2890   | 442          |
| 2005 | 3308   | 507          |
| 2004 | 3104   | 488          |
| 2003 | 3636   | 514          |
| 2002 | 4030   | 612          |